# Šakal pruhovaný
Šakal pruhovaný (Lupulella adustus, dříve Canis adustus) je psovitá šelma, která se vyskytuje ve spíše sušších, ale bujně zarostlých biotopech Afriky v oblasti Sahelu, na východním pobřeží od Somálska a Etiopie po JAR, v jižním Kongu, Angole, Namibii, Botswaně, Zimbabwe a Zambii. Tento druh nežije v oblastech deštných pralesů a na jižním pobřeží Afriky.

## Rozměry
- Výška v kohoutku: 41–50 cm
- Délka těla: 70–90 cm
- Délka ocasu: 30–35 cm
- Hmotnost: 6,5–14 kg
- Rychlost běhu: 60 km/h,max100km/h
- Délka života: 10–12 let

## Vzhled
Šakal pruhovaný má šedohnědou srst s velmi tmavým až černým pruhem táhnoucím se podél boků od lopatek až po kořen ocasu. Ocas je tmavý, skoro černý, s bílou špičkou. Srst na břiše a končetinách je o trochu světlejší než u zbytku těla. Dále má velké špičaté uši, díky nimž má vynikající sluch, a úzký černý čenich, díky kterému má dobrý i čich. Končetiny šakala pruhovaného jsou dlouhé a dobře přizpůsobené k běhu jako u ostatních druhů šakalů.

## Způsob života
Šakal pruhovaný je plaché zvíře, obývající okraje deštných pralesů, řídké lesy, savany a hojně také člověkem vytvořené kulturní krajiny. Šakalové žijí v soudržných rodinných smečkách o průměru 6 jedinců a jsou převážně noční lovci. Přes den odpočívají v norách cizích druhů zvířat nebo v opuštěných termitištích, popřípadě v úkrytu ve křoví. Dospělí šakali obsazují teritorium o relativně malé rozloze (cca 0,5–2,5 km2), které si značkují. Mezi příslušníky své smečky se šakalové dorozumívají kňučením, štěkáním a vytím, čímž si u domorodých Afričanů vysloužili pojmenování „Bwa“ nebo „o-lu“.
Šakalové pruhovaní tvoří stálé partnerské svazky, ale i přesto v období páření propukají boje samců s ostatními samci, kteří se objeví v teritoriu. Dokonce i fenky se občas zapojí do boje a vyhání z teritoria cizí feny, které by jí chtěly přebrat partnera. I když šakal pruhovaný dospívá ve věku 21 měsíců, mladé fenky se dost často nepáří, protože slouží v rámci smečky jako chůvy starším fenám, kterým pomáhají s výchovou jejich mláďat. Tyto chůvy navíc hlídají mladé, když jsou starší členové smečky na lovu. Tímto způsobem zvyšují šanci mláďat na přežití a zároveň i upevňují vztahy uvnitř smečky. Když samice porodí po devítitýdenní březosti mladé, což ve střední Africe probíhá v lednu a v únoru a na jihu Afriky v březnu nebo v dubnu, jsou štěňata slepá a bez chrupu. V jednom vrhu jich je tři až šest. Jsou kojena pět týdnů a po té době jsou již štěňata natolik vyspělá, že mohou své rodiče doprovázet na lov. Rodiče je sice ještě půl roku dokrmují zpola natrávenou potravou, ale ve věku zhruba 8 měsíců jsou již mláďata natolik soběstačná, že mohou opustit rodinnou smečku.
Co se týče potravy, nejsou šakali příliš vybíraví. Živí se prakticky čímkoliv, co naleznou nebo uloví, ať už to jsou ptáci, drobní savci nebo plazi. Požírají také mršiny, které zanechají ladem větší šelmy, a někdy i ovoce. Přestože je šakal velmi rychlý běžec a často by i dokázal svou kořist uštvat, upřednostňuje trpělivé plížení a stopování pomocí výborně vyvinutého čichu a sluchu. Pak svou oběť ve vhodný okamžik překvapí skokem a usmrtí ji svými tesáky.